# Пурехские бубенцы
Пуре́хские бубенцы́ — русский народный промысел по изготовлению металлических бубенцов и колокольчиков (колокольцев), который появился около середины XIX века в селе Пурех Балахнинского уезда Нижегородской губернии на верхнем течении Волги. Промысел осуществлялся также в окрестных деревнях и селах нередко с указанием Пуреха как места производства для лучшего сбыта на рынке.
Наибольшим спросом изделия пользовались у владельцев упряжных лошадей и, особенно, у профессиональных возниц — ямщиков и извозчиков.
Исторически сложилось так, что славу лучших мастеров России по литью колокольцев приобрели мастера города Валдая, но лучшими бубенцами считались сделанные в селе Пурех.
Бубенцы или бубенчики представляют собой погремушки в виде сферы с металлическими шариками внутри и наружным ушком с отверстием для крепления к опоре. Сфера также имеет несколько круглых отверстий или прямую, иногда — крестообразную прорезь в нижней части. При встряхивании погремушка-бубенец издаёт громкий мелодичный звон.
Бубенцы в Пурехе изготавливались методом литья из бронзы и железа во владениях семьи Трошиных и на заводах Егора Клюйкова и насчитывали до 15 мастерских, где было организовано их массовое производство. Изготавливаемые здесь бубенцы отличались высоким качеством исполнения и мелодичным звучанием, что принесло им всероссийскую известность.
Наиболее известные пурехские бубенцы выполнены мастерами братьями Гомулиными

## История
Проследить раннюю историю пурехских бубенцов затруднительно из-за отсутствия маркировки изделий.
Надписи на литых бубенцах начинают появляться с середины XIX века.
Массовое производство номерных бубенцов было организовано на заводах Егора Спиридоновича Клюйкова, где они выпускались в семи различных размерах. Самым большим был бубенец № 1, имея диаметр 56 мм. Изделия последовательно уменьшались и самым маленьким бубенцом был № 7 диаметром 28 мм. Вокруг ушка делалась надпись: «Зав. Е. С. Клюйкова въ с. Пурехъ Ниж. Губ» (Заведение/Завод Е. С. Клюйкова в селе Пурех Нижегородской губернии).
На заводе Павла Григорьевича Чернигина выпускались нумерованные изделия от № 1 до № 6.
Бубенцы Товарищества И. М. Трошина и А. И. Бадянова имели размеры от № 1 до № 5 с нумерацией и надписью вокруг ушка.
По заказу предпринимателя П. Я. Александрова в Пурехе отливались бубенцы с надписью «П. Я. Александров С-ми г Москва». (П. Я. Александров с сыновьями, город Москва), которые имели очень высокое качество исполнения. Это бубенцы являются лучшими из числа пурехских изделий и высоко ценятся у коллекционеров.
В 1912 году партию в 100 штук серийного выпуска бубенца № 6, изготовленную на заводе П. Г. Чернигина в Пурехе, продавали по цене 3 рубля 65 копеек. Посеребренные и никелированные бубенцы стоили на 20 копеек дороже. По желанию оптовых покупателей продукция паковалась по 50 или 25 штук. Подобранные по тембру звучания, бубенцы могли продаваться по 9 или 11 штук на аркан соответственно, стоимостью 1 рубль 02 копейки и 1 рубль 30 копеек. Арканом была О-образная петля из кожи или ткани, которую надевали на шею лошади. Аркан с бубенцами часто украшался художественой вышивкой.
Бубенцы, которые изготавливались на заказ, стоили значительно дороже серийных, поскольку требовали индивидуального выполнения литейных сформ, надписей, улучшенного качества металла и других условий и требований, предъявляемых заказчиком.
В 1900 году на Международной выставке в Париже в разделе кустарных промыслов в числе других экспонатов были представлены колокольчики и бубенцы Пурехского меднолитейного завода Алексея Макаровича Трошина. Экспозиция удостоилась Почётного отзыва, который приравнивался к награждению бронзовой медалью.

## Технология изготовления
Существовали две технологии изготовления бубенцов методом бронзового или железного литья в готовые формы. Первая, — более сложная и дорогая, — предполагала однократную заливку металла в форму с получением готового изделия в виде сферы (пустотелого шара) с ушком.
Другой, намного более простой способ литья — отливка двух полусфер по отдельности, одна из которых также имела ушко. Полусферы соединялись и запрессовывались.
Выбор бронзы в качестве используемого материала определялся свойством этого металла издавать громкий мелодичный звон при встряхивании бубенца.
Реже в Пурехе отливали бубенцы из железа, которые стоили дешевле, но и звучали хуже бронзовых.
Некоторые железные бубенцы для предотвращения коррозии покрывали слоем меди в гальванических ваннах и тогда они назывались бронзированными.
В современных коллекциях представлены четыре основные вида бубенцов:
- бронзовые цельнолитые гладкие или с пояском;
- бронзовые с рубчиком;
- бронзовые запрессованные из двух полусфер с пояском;
- железные обычные и бронзированные.

Бронзовые бубенцы иногда несли фабричную марку, имели номер и были украшены орнаментом. На железные бубенцы мастер-изготовитель мог ставить личное клеймо .